# Lepthyphantes rimicola
Lepthyphantes rimicola är en spindelart som beskrevs av Lawrence 1964. Lepthyphantes rimicola ingår i släktet Lepthyphantes och familjen täckvävarspindlar. Inga underarter finns listade i Catalogue of Life.